# Malšín
Malšín är en ort i Tjeckien.   Den ligger i regionen Södra Böhmen, i den södra delen av landet, 160 km söder om huvudstaden Prag. Malšín ligger 761 meter över havet och antalet invånare är 118.
Terrängen runt Malšín är lite kuperad, och sluttar österut. Runt Malšín är det glesbefolkat, med 18 invånare per kvadratkilometer. Närmaste större samhälle är Český Krumlov, 15,4 km norr om Malšín. I omgivningarna runt Malšín växer i huvudsak blandskog.